# 정의 (고려)
정의(鄭顗, ? ~ 1233년)은 고려 후기의 무신이다. 초명은 준유(俊儒)이고 본관은 청주정씨이다.

## 생애
1217년(고종 4) 거란병(契丹兵)이 서경(西京)에 침입하자 서경병마사 상장군 최유공과 판관 예부낭중 김성 등이 이를 막으려는데, 서경인인 병졸 최광수(崔光秀) 등이 스스로 고구려부흥병마사 금오위섭상장군(高句麗復興兵馬使金吾衛攝上將軍)이라고 칭하며 난을 일으켰다. 이에 어사대(御史臺) 서경분사(西京分司)의 대리(臺吏)인 분대녹사(分臺錄事)로 있던 정의가 동향인으로서 친분을 내세우며 최광수를 찾아가 거짓으로 이야기를 나누면서 함께 간 필현보(畢賢甫)가 틈을 타서 최광수를 베고 하고, 일당 8명을 격살(擊殺)하여 일거에 성을 회복하였다. 그 공으로 섭중랑장(攝中郞將)이 되어 내시(內侍)에 소속되었으며 의관과 안마(鞍馬)를 하사받았다.
이후 여러 번 승진하여 장군(將軍)과 시랑(侍郎)을 거쳐 대장군(大將軍)이 되었다.

## 가족관계
- 부인 : 적성 백씨(赤城白氏) 금오위별장동정(金吾衛別將同正) 백이신(白利臣)의 딸
  - 아들 : 정현(鄭儇) 감찰어사
    - 손자 : 정해(鄭瑎)